# Delia Rigal
Delia Dominga Mastrarrigo, conocida artísticamente como Delia Rigal (6 de octubre de 1920-8 de mayo de 2013) fue una soprano argentina de relevante actuación en el Teatro Colón de Buenos Aires en el período de 1943 a 1955, La Scala de Milán y la Ópera Metropolitana de Nueva York donde cantó durante siete temporadas consecutivas a partir de su debut en 1950.

## Biografía
Soprano spinto dramática, discípula de Rosalina Crocco, debutó el 20 de junio de 1942 en el Teatro Colón, a los veintiún años. Sus principales papeles fueron Violetta en La Traviata, Desdémona en Otello y Elisabetta en Don Carlo, papel con el que actuó en el Metropolitan de Nueva York en 1950 y con el que se despidió en abril de 1957. En esa sala (y en giras con la compañía) cantó más de 100 funciones como Nedda, Tosca, Aida, Donna Elvira, Condesa Almaviva, Violetta y Leonora. 
En el Teatro Colón debutó en 1941 en un pequeño papel en Lohengrin, siguiendo con Diana en Iphigenie esa misma temporada. 
El año siguiente formó parte del segundo elenco de La Traviata y Simon Boccanegra y en 1944 creó la Emperatriz Augusta en la ópera Bizancio de Héctor Panizza de quien también estrenó Aurora en 1945. 
Entre 1945 y 1955 fue Armida, Rezia, Manon Lescaut, Iphigénie en Tauride, Aida, Leonora, Alcestes, la Condesa Almaviva, Thais, Tosca, Maddalena y Fiora. Cantó en el Teatro alla Scala de Milán, la Opera de París, La Habana, el Teatro Municipal de Chile, el Teatro Solís de Uruguay. Emigró por razones políticas en 1955, tras haber sido desplazada del Teatro Colón en septiembre de ese año estableciéndose en Estados Unidos.
La cantante residió en Long Island, Estados Unidos. En 1989 recibió el Premio Konex de Platino.

## Discografía de referencia
- Verdi: Otello / Antonino Votto
- Verdi: Don Carlo (como Elisabetta di Valois) con Richard Tucker, Paolo Silveri, Fedora Barbieri, Jerome Hines, Hans Hotter, Orchestra and Chorus of the Metropolitan Opera House; Fritz Stiedry (conductor) Grabación en vivo en el Metropolitan Opera House, New York, 05/04/1952 Walhall (Eternity Series)